# Premier League Malti 1928-1929
Il campionato era formato da tre squadre e il Floriana vinse il titolo.

## Classifica finale
| Pos. | Squadra          | G | V | N | P | GF | GS | Punti |
| ---- | ---------------- | - | - | - | - | -- | -- | ----- |
| 1    | Floriana         | 4 | 3 | 1 | 0 | 9  | 4  | 7     |
| 2    | Sliema Wanderers | 4 | 1 | 2 | 1 | 5  | 6  | 4     |
| 3    | Valletta United  | 4 | 0 | 1 | 3 | 1  | 5  | 1     |